# AGM-88 함

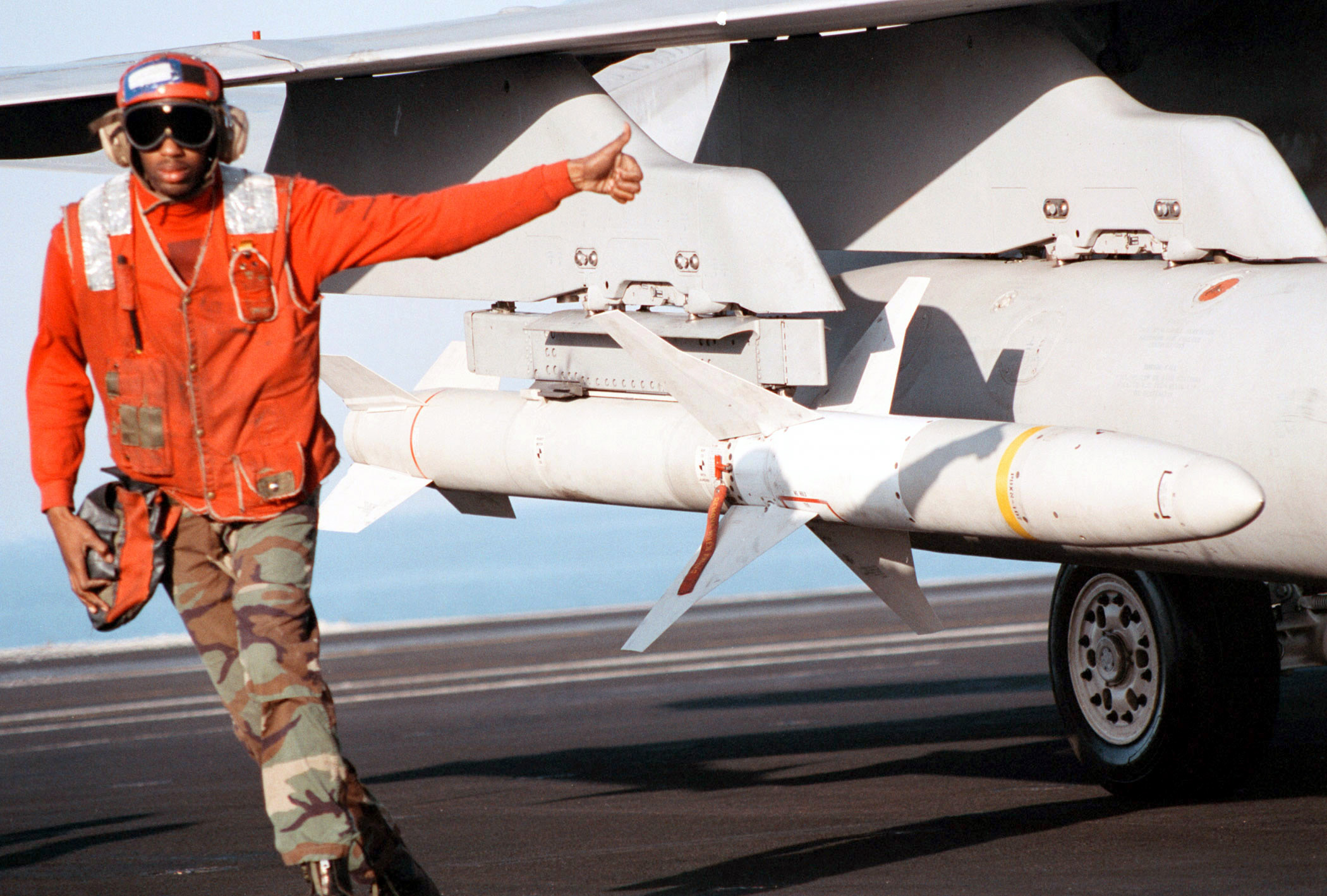
F/A-18C 호넷에 장착된 AGM-88 함 미사일

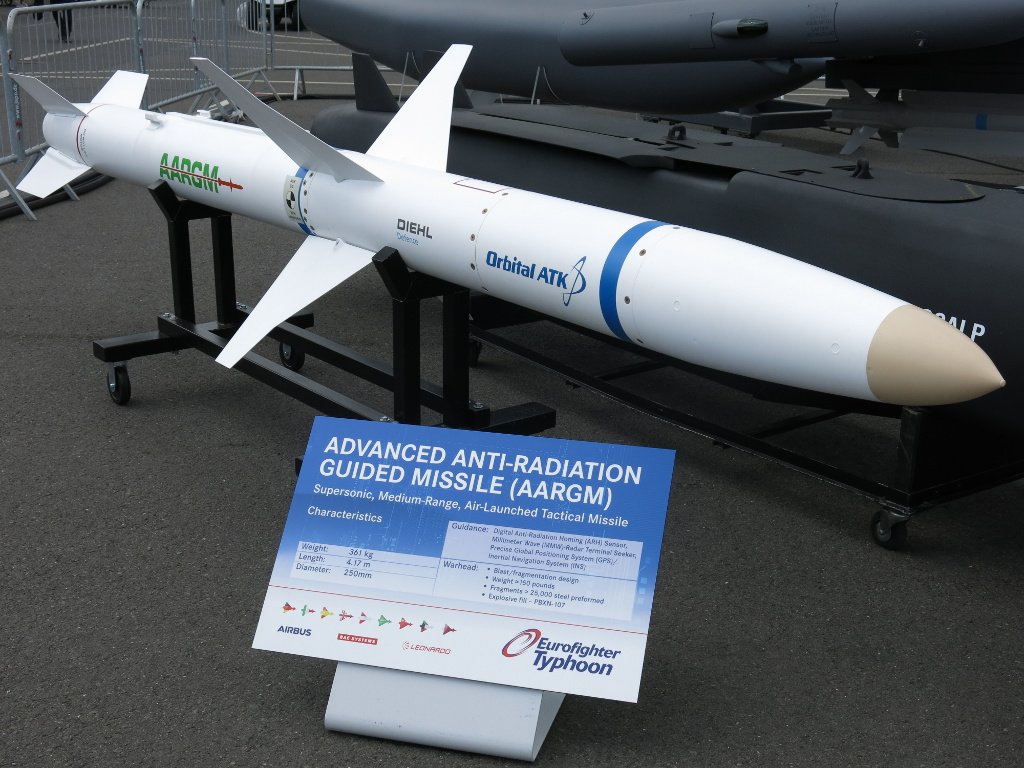
AGM-88E_AARGM

AGM-88 함(영어: AGM-88 High speed Anti Radiation Missile)은 공대지 대레이다 미사일이다. 발사시 조종사들은 항공교신에서 매그넘이라고 외친다.

## 파생형

### AGM-88E AARGM
최신 업그레이드인 AGM-88E AARGM (Advanced Antiradiation Guided Missile)은 최신 소프트웨어, 적 레이더가 전원을 끌 경우에도 명중하는 기능, 적 레이더 신호를 추적해 들어가는 기존 수동 레이더에 밀리미터파 능동 레이더를 추가했다. 2010년 11월에 출시되었다. 미국 국방부와 이탈리아 국방부가 합작 투자했다. 오비탈 ATK가 생산한다.
2005년 11월 이탈리아 국방부와 미국 국방부는 AGM-88E AARGM 미사일의 공동 개발에 관한 각서에 서명했다. 이탈리아는 2천만 달러의 개발 자금과 수백만 달러 상당의 재료, 장비 및 관련 서비스를 제공했다. 이탈리아 공군은 토네이도 ECR 전투기를 위해 최대 250발의 미사일을 구매할 계획이었다. AARGM을 토네이도 ECR의 무기 시스템에 통합하기 위한 비행 테스트가 계획되었다.
미국 해군은 2012년 봄 12발의 미사일을 실시간으로 발사하여 초기 작전 테스트 및 평가 (IOT & E)에서 AARGM의 능력을 검증했다. 6월에 실제 미사일을 이용한 승무원 및 정비 훈련이 완료되었다.
해군은 2012년 8월에 AARGM의 FRP (Full-Rate Production)를 승인했다. 이번 대량생산에서는, 미국 해군용 미사일 72발과 2013년에 인도될 이탈리아 공군용 미사일 9발을 생산했다. 미 해병대의 F/A-18 호넷 비행대대는 AGM-88E를 탑재 한 최초의 전방 배치 부대가 되었다.
2013년 9월 오비탈 ATK는 100번 째 AARGM을 미 해군에 인도했다. AGM-88E 프로그램은 2014년 9월에 계획된 FOC (Full Operational Capability)와 함께 예정대로 예산에 맞춰 진행되고 있다. AGM-88E는 고정 및 재배치 가능한 레이더 및 통신 사이트, 특히 기존 Mach 2 지원 로켓에 새로운 시커를 부착하여 대 방사능 미사일을 발사하기 위해 폐쇄되는 기존 HARM 변형의 효율성을 개선하도록 설계했다. 모터 및 탄두 섹션, 수동 안티-방사선 유도 수신기, 위성 및 관성 내비게이션 시스템, 터미널 안내를위한 밀리미터 파 레이더, 충돌 직전에 위성 링크를 통해 표적 이미지를 전송하는 기능이 추가되었다.
이 HARM 모델은 F/A-18C/D, F/A-18E/F, EA-18G 및 토네이도 ECR 전투기에 통합되고 나중에 F-35(외부)에 통합될 계획이다.
2015년 9월, AGM-88E는 실사격 테스트에서 이동성 함선 표적을 성공적으로 명중 시켰으며, 미사일이 움직이는 표적을 탐지, 식별, 위치 파악 및 교전하는 데 방사능 유도 및 밀리미터 파 레이더를 사용하는 능력을 입증했다.
2019년 12월 독일 공군은 AARGM을 주문했다. 2020년 8월 4일, 캘리포니아 노스 리지에 있는 노스롭 그루만의 Alliant Techsystems Operations 부서는 AARGM 디포 유지 지원, 안내 섹션 및 제어 섹션 수리, 장비 상자 테스트 및 검사를위한 12,190,753 달러의 IDIQ 계약을 수주했다. 2020년 8월 31일에 동일한 노스롭 그루만 사업부에 AARGM을 위한 신기술을 개발하기 위해 약 8090만 달러를 배정했다. 두 계약 모두 공개 입찰 경쟁 방식의 계약은 아니었다.

### AGM-88G AARGM-ER
AGM-88E AARGM의 사거리를 늘린 버전이다. 램제트 엔진을 사용했다. 사거리가 300 km로 늘어났다.
- AGM-45A 슈라이크, 무게 177 kg, 사거리 16 km
- AGM-45B 슈라이크, 무게 177 kg, 사거리 40 km
- AGM-78 스탠더드 ARM, 무게 620 kg, 사거리 90 km, 슈라이크 대체
- AGM-88A 함, 무게 355 kg, 사거리 48 km, 스탠더드 대체
- AGM-88G AARGM-ER, 무게 467 kg, 사거리 300 km

- 무게: 1,030 lb (467 kg)
- 길이: 13 ft 4 in (4.06 m)
- 직경: 11.5 in (292 mm)
- 속도: 마하 2.9
- 사거리: 160 nmi (300 km)

## 제원
원래는 AGM-78 스탠더드 ARM 시스템을 교체하기 위해 개발하였다.
- 기능: 공대지 대레이다 미사일 (적의 레이다를 찾아내고 공격하는 미사일)
- 계약자: 텍사스 인스트루먼츠 개발. 레이시온에서 회사 인수 후 생산.
- 엔진: Thiokol dual-thrust, solid-propellant rocket engine
- 길이: 4.1m (13 ft 8 in)
- 발사중량: 360 kg (800 lb)
- 직경: 254 mm (10 in)
- 날개폭: 1.1 m (3 ft 8 in)
- 사거리: 90 km 이상 (80 마일 이상, 57 해리 이상)
- 속도: 340 m/s (760+ mph)
- 유도방식: 레이다 유도방식
- 탄두: Blast fragmentation; warhead weight 68 kg (150 lb)
- 단가: US$284,000
- 실전배치일: 1985년

## 같이 보기
- 대레이다 미사일
- AGM-154
- 미사일 목록